# Metal Gear Solid 2: Sons of Liberty
Metal Gear Solid 2: Sons of Liberty (メタルギアソリッド2　サンズ・オブ・リバティ Metaru Gia Soriddo 2 Sanzu Obu Ribati?), comúnmente abreviado como MGS2, es la continuación del popular videojuego de sigilo Metal Gear Solid, creado por Hideo Kojima y desarrollado por Konami, lanzado en Norteamérica el 13 de noviembre de 2001. MGS2 supuso el salto de la saga Metal Gear a las consolas de 128 bits, lo cual brindó la posibilidad a los diseñadores de hacer modelos 3D mucho más realistas, con expresiones faciales muy similares a las de los humanos y entornos mucho más detallados. En esta secuela no solo es destacable el apartado gráfico, sino también la adición de nuevos movimientos, como apuntar en primera persona, dar volteretas o colgarse de una barandilla.
En Metal Gear Solid 2 aparecen de nuevo personajes ya conocidos en la saga, como Otacon, el Coronel Roy Campbell y Solid Snake, que deja de ser el protagonista total en favor de Raiden.

## Argumento
Es el año 2007, nos encontramos dos años después del incidente de Shadow Moses (narrado en Metal Gear Solid). Durante estos dos años la tecnología secreta de Metal Gear gracias a Revolver Ocelot ha circulado libremente por el mercado negro. Como consecuencia han aparecido incontables versiones pirata de Metal Gear por todo el mundo. En medio de todo esto está Solid Snake, actual miembro de la recién fundada Philanthropy, una especie de ONG anti-Metal Gear, junto con su compañero Otacon (Hal Emmerich) han viajado por el mundo para destruir estas réplicas para evitar una catástrofe nuclear. 

### Resumen de la trama

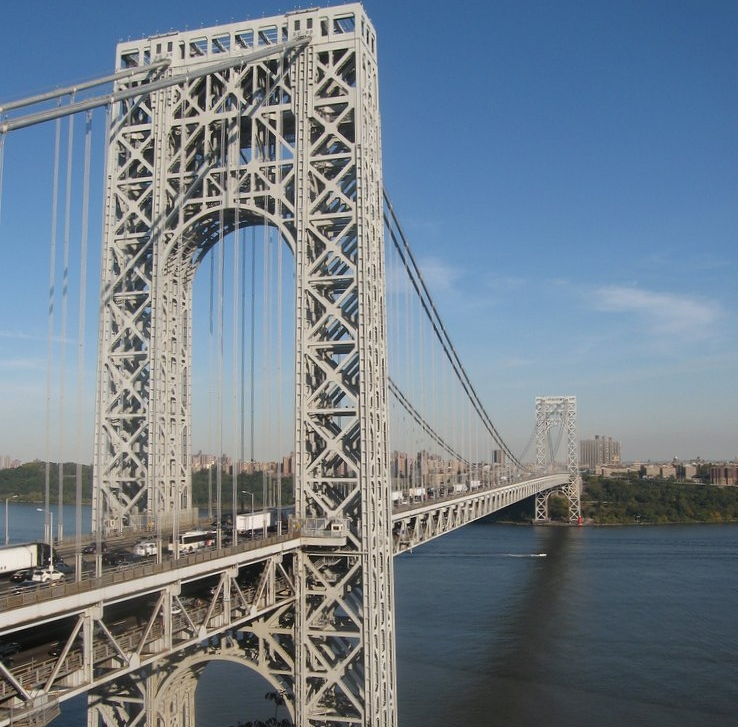
Puente George Washington, lugar donde comienza la trama del juego

Solid Snake, trabajando ahora como agente de Philantrophy, se encuentra caminando en una noche lluviosa en el puente George Washington de Nueva York con la intención de infiltrarse en el barco USS Discovery. Trabajando con su mejor amigo Otacon vía Codec, su misión es infiltrarse en el buque para tomar muestras fotográficas de un nuevo prototipo de Metal Gear, perteneciente al Cuerpo de Marines de los Estados Unidos, que supuestamente estaría siendo transportado en el buque que navegaba por el Río Hudson.
Este nuevo modelo de Metal Gear, con un nombre clave de Metal Gear RAY, fue desarrollado por el Cuerpo de Marines, para combatir a la gran cantidad de versiones de Metal Gear que fueron desarrollados dentro del mercado negro después del incidente de Shadow Moses. Philanthropy fue formada por Nastasha Romanenko y Otacon específicamente para combatir esto. Inmediatamente después de infiltrarse, Snake se percata de que mercenarios rusos comandados por el coronel del GRU Sergei Gurlukovich se han tomado el control de las instalaciones del barco petrolero eliminando a los Marines con los que se cruzan lo cual complica más la misión. Snake le toma una fotografía. Luego continua su misión. Más tarde, Snake se da cuenta de que el USS. Discovery esta en medio del océano Atlántico, a 500 millas de la costa de las Bermudas. Luego, Snake se encuentra con la hija de Sergei, Olga Gurlukovich, después de un intenso tiroteo con armas de fuego, Snake logra dormir a Olga con una M9, una pistola tranquilizadora y es fotografiado por un Dron Cypher. Tras esto, Snake logró llegar a las bodegas del buque, donde el cuerpo de Marines escuchaba un discurso del Comandante de los Marines, Scott Dolph que se encontraba de pie, frente a RAY.
Después de tomar fotografías de RAY desde el frente, izquierda, derecha y de la insignia de los "Marines" en sus piernas, Snake se dirigió a una computadora que Otacon había hackeado con el fin de que Snake pudiera enviarle las fotografías. Después de enviarlas, el discurso del comandante es interrumpido por Revolver Ocelot, Sergei Gurlukovich y sus mercenarios. Gurlukovich habló de cómo fue el robo de Metal Gear RAY y como podría ser devuelto a su patria. Toda la tecnología y los datos que dieron a luz a Metal Gear RAY eran de fabricación rusa. Ocelot, divertido por lo que decía, informó a Sergei que el robo no era para Rusia, sino que era para los Patriots (Él lo anunció como La-Li-Lu-Le-Lo). Ocelot procedió a matar Gurlukovich, a Scott Dolph y varios miembros de los mercenarios rusos. Ocelot activó todas las bombas SEMTEX que plantó alrededor de todo el buque, para hundir este mismo. Luego, procedió a subirse a RAY, pero antes de hacerlo, Snake salió de su escondite y se enfrentó a Ocelot. Pero antes de cualquier oportunidad de reaccionar, Liquid Snake tomó el control de la mente de Ocelot, gracias al brazo de Liquid que se implantó en reemplazo de la mano derecha que le fuera cercenada por Gray Fox, este empezó a hablar con la voz de Liquid Snake. Frente a su hermano, Liquid se subió a RAY y destruye completamente todo el buque. RAY salta y se va del lugar, dejando a Solid Snake flotando en el mar.

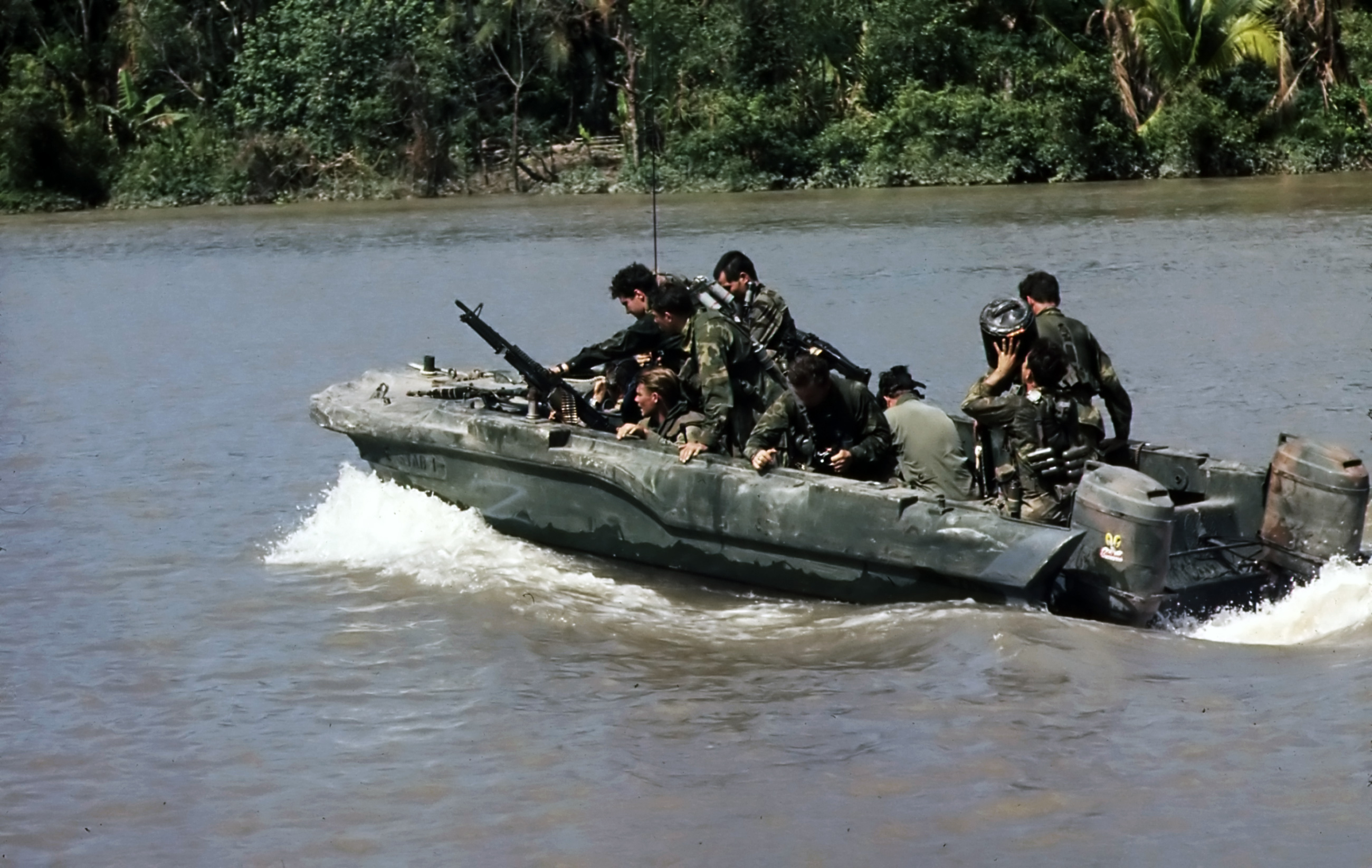
SEALs patrullando durante la Guerra de Vietnam. Esta misma unidad aparece en el juego.

En 2009, un grupo terrorista denominado Sons of Liberty toma el control de las instalaciones del Big Shell, una planta depuradora construida en el Océano Atlántico para limpiar los químicos dejados por el derrame de petróleo causado por el ataque terrorista de dos años atrás. Entre sus exigencias, está la suma de treinta mil millones de dólares. Advierten de que entre los rehenes que tienen en su poder está el presidente de los Estados Unidos, James Johnson, amenazando con asesinarlos y destruir todo el complejo si sus exigencias no eran cumplidas. FOXHOUND despliega entonces a uno de sus mejores agentes de campo, nombrado con el nombre código Snake (más adelante rebautizado como Raiden), este agente tiene la misión de rescatar a los rehenes y eliminar a los terroristas. También se ha desplegado una unidad Navy SEAL para organizar un intento de rescate alternativo, pero sin saber nada de la participación de Raiden. Al acercarse al complejo, nota que no es primero que ha conseguido entrar: ya que hay un agujero en la barrera de seguridad. Tras su llegada, conoce a un soldado ruso; este lleva al coronel a deducir que Sons of Liberty ha unido fuerzas con los hombres de Gurlukovich. Raiden pasa por delante de los cuerpos inconscientes de varios soldados hasta que ve a la persona responsable huyendo en un ascensor. El coronel anuncia que un nuevo analista apoyará a Raiden a través del códec: Rosemary, su novia.
Cuando llega al Soporte B, Raiden presencia un brutal asesinato de un escuadrón SEAL a manos de un guerrero con poderes sobrenaturales: Vamp. Raiden sobrevive tras la intervención de un miembro de los SEAL. Una vez que Vamp se va abruptamente, el soldado se presenta como Pliskin. Ahora la misión de éste y de Raiden es encontrar al agente Peter Stillman del Departamento de Policía de Nueva York quien les ayudará a desactivar las bombas que su aprendiz Fat-Man, ha colocado.
Posteriormente Raiden recibe la ayuda de un tal Mr. X, ciborg muy similar a Gray Fox del Metal Gear Solid original, quien le menciona dónde encontrar a Richard Ames, el jefe de seguridad del presidente. También le revela que los terroristas poseen armas nucleares. Raiden se sorprende al escuchar que en el complejo se halla un nuevo tipo de Metal Gear. Antes de poder seguir haciendo preguntas, Mr X. desaparece. Raiden, disfrazado como un terrorista, entra en la habitación en la que están retenidos los rehenes, e identifica a Richard Ames usando un micrófono direccional para detectar el sonido de su marcapasos. El presidente estaba haciendo una inspección en el edificio cuando los terroristas atacaron. Sorprendido por la ingenuidad de Raiden al preguntarle por el rescate, Ames explica que el verdadero objetivo de los terroristas es liberar el distrito de Manhattan en Nueva York y convertirla en una república bajo su mando, Sons of Liberty, en una operación apodada como Outer Heaven. Pretende usar el dispositivo nuclear a gran altitud, para crear un impulso electromagnético que desactivará toda la tecnología de la zona, incluyendo los mercados financieros de Wall Street. Ocelot interrumpe esta conversación, y Ames muere a causa de algo parecido a un tremendo ataque al corazón. Momentos después, Raiden escapa con la ayuda de Mr X. 

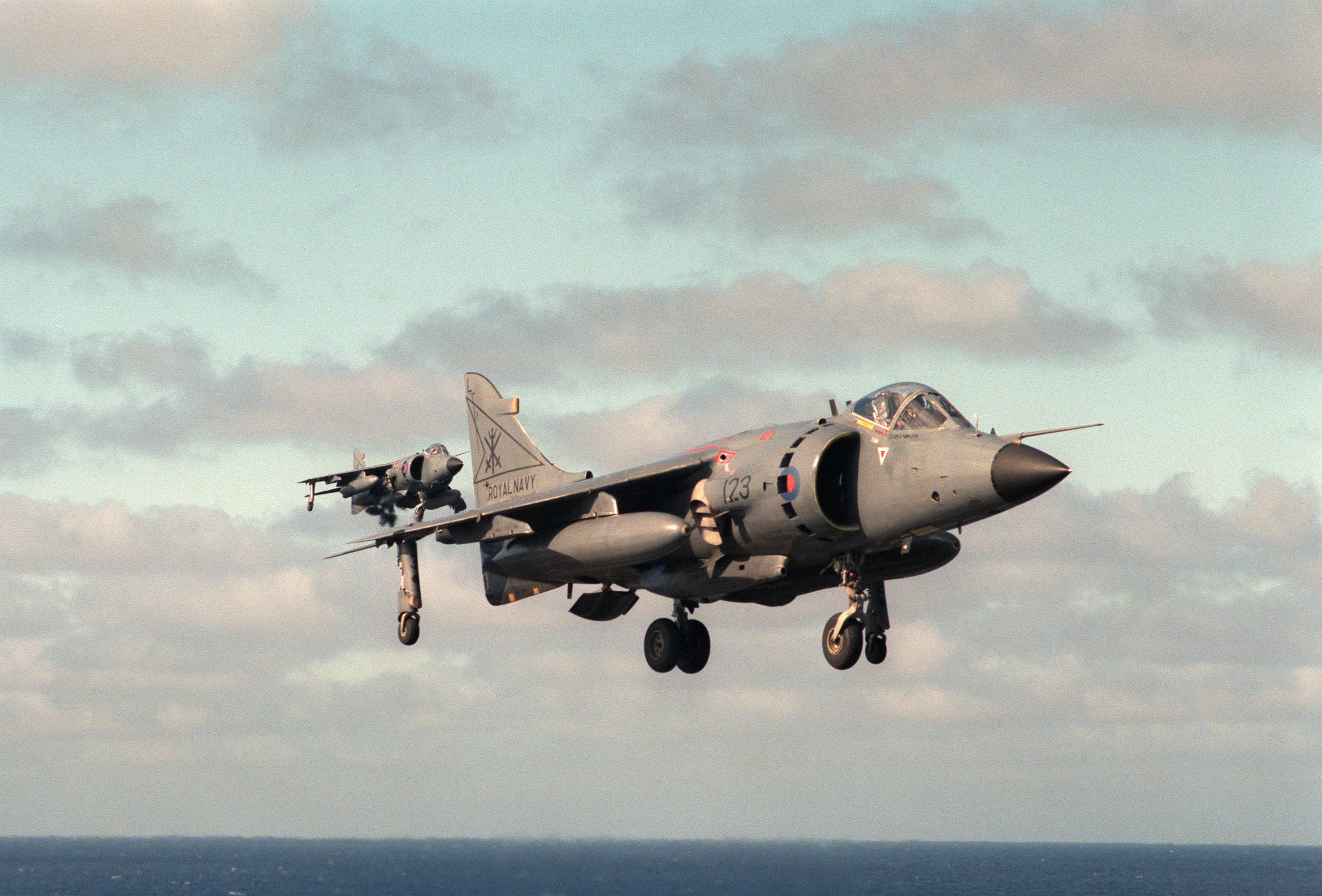
Dos Sea Harrier, como el que usa Solidus Snake.

Raiden descubre la verdadera identidad de Pliskin o (Solid Snake) después de que ambos luchen contra Solidus Snake, el líder de los terroristas, que les ataca en un avión de despegue vertical Sea Harrier. Cuando Raiden se reúne con el presidente, le espera una sorpresa: James Johnson ha introducido el Código PAL para activar las armas nucleares. Explica que está cansado de ser poco más que un testaferro, una criatura mansa controlada por los Patriots, los verdaderos gobernantes de los Estados Unidos de América. Cuando Raiden pregunta donde está el Metal Gear, Johnson contesta que están sobre él en ese momento. La planta Big Shell es, de hecho, poco más que un camuflaje diseñado para ocultar Arsenal Gear, una gigantesca fortaleza marina.
Arsenal Gear también hospeda una terrorífica arma nueva: un sistema de inteligencia artificial conocido como GW. Este sistema permitirá a los Patriots controlar digitalmente la información que circula a escala mundial por Internet, permitiendo moldear los datos según sus intereses. En resumen, permitirá a los que la usen filtrar la libre difusión de conocimientos.
La única forma de impedir la activación del software GW, le cuenta Johnson a Raiden, es encontrar a uno de los programadores: Emma Emmerich. Ella puede ayudarle a infectar a GW con un virus que lo destruirá. Para impedir la puesta en marcha del dispositivo nuclear, Johnson le pide a Raiden que lo mate. Raiden se niega, pero aparece Ocelot y dispara al presidente, para después irse de una forma tan abrupta como llegó.
Raiden comienza la búsqueda de Emma, pero primero se encuentra con Vamp, al que derrota. Aparentemente, este se hunde en el fondo del mar. Raiden escolta a la hidrofóbica Emma a una reunión con Solid Snake y Otacon. Pero su viaje se ve interrumpido por la súbita reaparición de Vamp, que ataca a Emma. Raiden abre fuego y mata al sanguinario asesino, pero no puede evitar que Vamp hiera mortalmente a la hermana de Otacon. Antes de fallecer, Emma se reconcilia con su hermano, pero su virus no funciona como estaba planeado: la subida de datos se interrumpe antes de que pueda infectar el sistema GW por completo. Mientras un afligido Otacon se marcha para rescatar a los rehenes, Solid Snake y Raiden se dirigen al centro de Arsenal Gear. Para gran sorpresa de Raiden, Solid Snake se reúne con Mr X., que en realidad es Olga Gurlukovich. Se produce un nuevo revés, y Olga deja inconsciente a Raiden.
Cuando Raiden se despierta sobre un potro de tortura del interior de Arsenal Gear, lo primero que ve Raiden al abrir los ojos es a Ocelot y a Solidus. Este último rememora su pasado por largo tiempo olvidado: en su infancia Raiden sirvió como un niño soldado en la Primera Guerra Civil de Liberia, donde fue bautizado como "Jack el Destripador" y "Demonio Blanco". Solidus era su “padrastro”, según sus propias palabras; y deduce que Raiden no puede recordar su pasado porque se ha convertido en un secuaz de los Patriots.
Cuando Solidus y Ocelot se van, Olga Gurlukovich le explica a Raiden que ella y Solid Snake han usado su “captura” para acceder al interior de Arsenal Gear. Snake esta esperando en los alrededores, con el equipo de Raiden. Gurlukovich le cuenta que los Patriots tomaron a su bebé como rehén al nacer; solo le devolverán a su hija si Raiden permanece con vida, por tanto Olga lo ayuda en su misión. De forma secreta, Olga libera al confuso guerrero y luego se marcha
Raiden escapa y se dirige en busca de Snake, quien le regala la espada de Olga. Raiden se pone en contacto con el coronel y con Rose, pero sus conversaciones son más y más extrañas, hasta llegar al puro surrealismo. Otacon le cuenta que los mensajes del Coronel están llegando desde el interior de Arsenal Gear. El Coronel Campbell y Rose son en realidad IA procedentes del sistema GW. Solid Snake decide ir a por Fortune mientras Raiden acaba luchando contra tres Metal Gear RAY de Solidus Snake.

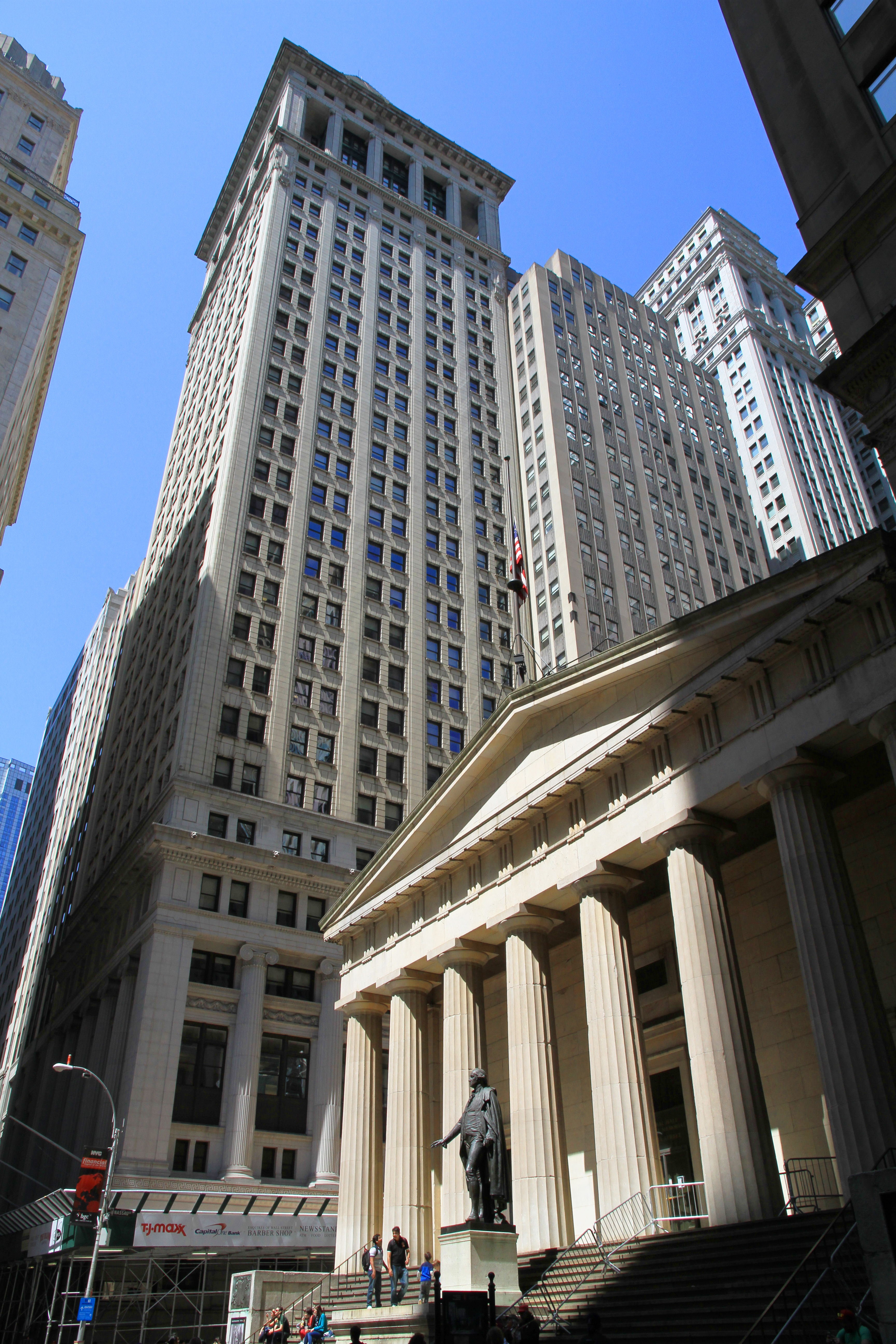
El Federal Hall,lugar donde el juego termina

Se descubre que Solidus es el expresidente de los Estados Unidos, George Sears y en ese momento. Olga sale de su escondite para salvar a Raiden de Solidus, y es asesinada a sangre fría por el expresidente de los Estados Unidos. Solidus afirma que su verdadero objetivo era usar Arsenal Gear para obtener los nombres de los dirigentes de los Patriots, los integrantes del llamado Comité de los Sabios. Ocelot revela finalmente su verdadera identidad. Es un agente de los Patriots que ha perpetrado esta retorcida farsa desde el principio. Inconscientemente, todos sus protagonistas han jugado un papel en el Plan S3: una secuencia de hechos orquestada para crear un simulacro, y así perfeccionar guerreros tan eficaces como Solid Snake, cosa que se ve reflejada en como Raiden ha ido mejorando a medida que el incidente avanzaba. Ocelot le cuenta a Fortune, quien ha capturado a Solid Snake, que su suerte es la mera aplicación de una tecnología de escudos electromagnéticos desarrollada, por los Patriots. Es este el dispositivo el que la protegía de las balas. Presa de la ira, Fortune ataca a Ocelot, pero este está equipado con el mismo sistema. Fortune muere. Al morir Fortune, Ocelot está listo para arrancar a pleno rendimiento el Metal Gear RAY cuando de repente, Liquid Snake se apropia de su cuerpo. Ahora, al controlar al jefe de los espías Patriots, anuncia su intención de destruir su organización. Liquid se sube al Metal Gear RAY y se marcha, seguido por Solid Snake; dejando a Raiden a solas con Solidus. 
Finalmente el Arsenal Gear se estrella en Manhattan, y en el techo del Federal Hall caen Raiden y Solidus Snake. Es aquí donde Solidus le explica a su ex-pupilo que desea acabar con los Patriots ya que al ser un individuo clonado, no podría dejar hijos como descendencia y solamente sería uno más, sin embargo al intentar acabar con los Patriots vería una oportunidad real para quedar en la historia y buscar liberar a su país convirtiéndose así en "Los Hijos de la Libertad" (Sons of Liberty). Tras esta revelación, la IA conocida como GW llama a Raiden y le confirma que son una red neural que controla todos los sistemas del EE. UU. y que lo hacen ya que los humanos son una masa de gente irresponsable en la cornisa de su autodestrucción, por ello deciden crear el plan S3, que en realidad correspondía a “Selection for Societal Sanity” es decir, "Selección de la cordura de la Sociedad", diseñado para filtrar la información que se le entrega a la humanidad, con el propósito de mantener su voluntad y sus acciones controladas, censurándose gran parte de la información que se crea correcto desestimar. Mediante dicho programa se busca el perfeccionamiento del "control mental" del colectivo, induciéndolos indirectamente a la toma de decisiones que The Patriots crea correcta. Raiden sintiéndose una marioneta piensa en no seguir el juego de los Patriots, sin embargo se le recuerda que si no derrota a Solidus el bebé de Olga morirá y ante ello no tiene otra elección que pelear.
Así comienza la lucha definitiva entre Solidus y Raiden usando espadas, resultando este último como el ganador y Solidus falleciendo por sus heridas el frente de la estatua de George Washington. Raiden entra en confusión por lo vivido y el hecho de recordar su oscuro pasado, sin embargo Solid Snake vuelve y le comenta que debe "mirar hacia el futuro y que serán sus actos los que marcarán las futuras generaciones". Luego Raiden se reúne con Rosemary, en el cual se entera de que tendrá un hijo.
Tras los créditos finales, Snake habla con Otacon sobre el disco con la información de los fundadores de los Patriots, en el cual cuenta que todos los miembros del comité de los sabios murieron hace cien años, este Comité eran en realidad los Filósofos de Metal Gear Solid 3: Snake Eater.

## Jugabilidad
MGS2, es una continuación del sigilo instaurado por sus antecesores, donde la idea principal es evitar ser descubierto por el enemigo. Además, este juego cuenta con más elementos que su predecesor. Para comenzar, se agregó un nuevo modo de Primera Persona, que permite apuntar y disparar con las armas de una manera más precisa, ampliando enormemente las opciones tácticas, por ejemplo, permitiendo disparar a los extintores para que el vapor deje momentáneamente ciegos a los enemigos o para ver las luces ifrarrojas de alguna alarma o trampa explosiva. Entre los movimientos nuevos, se agregó la posibilidad de caminar lentamente, lo que permite moverse a hurtadillas sin hacer ruido, la posibilidad de colgarnos por las barandillas para evitar a los guardias o cubrirse en las esquinas, asomarse y disparar mientras nos estamos cubriendo.
Los guardias ahora cuentan con una renovada IA, haciendo que sus acciones sean más coordinadas en equipo, llamando por radio a sus refuerzos para franquear al jugador y cortar sus posibles rutas de escape. 
Además, los soldados que vengan en ayuda contarán con chalecos antibalas y escudos antidisturbios, por lo que son una mayor amenaza. Para esconderse, se agregaron nuevas posibilidades, como esconderse en los armarios o en los baños.
Además, ahora se cuenta con la presencia de la pistola tranquilizadora, que permite dormir a los enemigos y evitar matarlos (incluyendo a los jefes finales). Lo que da lugar a nuevas posibilidades tácticas, por ejemplo, evitando tener que matar y luego esconder el cuerpo de un guardia, o que el enemigo solo crea que el soldado se durmió, evitando las alarmas.

### Armas y equipamiento

#### Armamento
- M9: Una pistola de dardos sedantes la cual incorpora un silenciador.
- / Mk.23: Una pistola diseñada por los cuerpos de operaciones especiales de EE. UU., ya fue muy utilizada por Snake en Shadow Moses.
- AKS-74U: Usado por la mayoría de los enemigos. Se trata de un subfusil desarrollado a partir del famoso AK-47 soviético.
- Carabina M4: Es el fusil estándar del ejército estadounidense y adoptada en otros muchos países, es altamente personalizable.
- PSG-1: Rifle de francotirador de gran precisión. Usado para escoltar a Emma Emmerich.
- FIM-92A: Un misil antiaéreo guiado por calor. Fue desarrollado en Estados Unidos y de ahí, adoptado por muchos otros países.

#### Equipo
- Caja: Hay 5 tipos de caja en el juego. Sirve para esconderse, sorprender a los enemigos o, dependiendo del tipo, montar en camiones y viajar por la base.
- Ración: Es básicamente una ración de comida que regenera la vida (LIFE).
- Diazepam: Es un medicamento para la relajación muscular útil para mejorar la precisión al utilizar rifles de francotirador como PSG-1.
- Detector de minas: Encuentra las minas que se aprecian como si estuvieran iluminando a una dirección.
- Gafas de visión nocturna: Para ver en la oscuridad
- Gafas térmicas: Para encontrar minas, infrarrojos, enemigos ocultos tras muros o enemigos con el camuflaje óptico.

## Personajes
- Solid Snake - El héroe legendario de la saga Metal Gear, que ha salvado al mundo tres veces de la amenaza de este mismo. Snake destaca por su capacidad para infiltrarse y también por realizar sus misiones sin importarle a que o quien se enfrente. En su día fue un miembro de Fox Hound, aunque actualmente es junto con Otacon un miembro de la ONG anti-Metal Gear, Philanthropy.

- Raiden - Miembro de la unidad Fox Hound de la que Snake fue miembro. Tiene experiencia de combate real pues combatió en la Guerra Civil a los 10 años, ha sido excelentemente formado en el simulador de VR (Realidad Virtual). La infiltración en el Big Shell es su primera misión de combate real.

- Iroquois Pliskin - Raiden se encuentra con este misterioso hombre perteneciente al SEAL, quien en realidad es Solid Snake camuflado, dado que se supone que este murió en el incidente del petrolero dos años atrás.

- Otacon - Viejo conocido de la saga. Otacon fundó la ONG Philanthropy, de la cual Snake es miembro. Él y Snake han recorrido el mundo entero saboteando y destruyendo las versiones pirateadas de Metal Gear. Parece ser que su remordimiento de conciencia al haber sido utilizado para crear Metal Gear REX le ha llevado a fundar Philanthropy con el objetivo de acabar con todos los Metal Gear del mundo.

- Coronel Campbell - Tras el incidente de Shadow Moses, Campbell se retiró del servicio militar, pero en este título ha vuelto a ser convocado para ayudar a Raiden en su infiltración en el Big Shell.

- Rosemary - Novia de Raiden en la vida real, se unió a la misión para poder seguir su seguimiento a pesar de no formar parte de Fox-Hound oficialmente. Representa el mismo rol que realizó Mei Ling en Metal Gear Solid, u Otacon en la misión del buque.

- Peter Stillman - Famoso experto en bombas y equipos artificieros, es enviado al Big Shell junto con el equipo 10 S.E.A.L. para desactivar las bombas que Fatman haya podido colocar en la estructura.

- Solidus Snake - Conocido como George Sears, fue el antecesor del presidente Johnson en la presidencia de los Estados Unidos. Tras su dimisión entró en la clandestinidad, convirtiéndose en el líder del grupo que creó durante su mandato, Dead Cell. Fue el auténtico inductor del incidente de Shadow Moses. Al tomar el Big Shell retomó su antiguo nombre en clave, debido a que formó parte del proyecto Les Enfants Terribles, siendo uno de los hijos supervivientes de Big Boss. A diferencia de Solid y Liquid, Solidus Snake cumplía todos los requisitos exigidos por los Patriots para llevar a cabo sus planes.

- Vamp - De origen rumano y extraños poderes y habilidades, Vamp es el miembro más tenebroso de Dead Cell. Posee una agilidad y velocidad sobrehumanas, sus sentidos están tan agudizados que puede adivinar las intenciones de sus rivales observando el movimiento de sus músculos.

- Fatman - Antiguo discípulo de Peter Stillman, Fatman es un experto en bombas, sin embargo su talento lo utiliza para actividades criminales y terroristas. Viste un traje de artificiero y se mueve en patines debido a su peso que le impide moverse con rapidez. Accede a la toma del Big Shell con la condición de que acudiera Peter Stillman.

- Fortune - Helena Scott Dolph es la hija del comandante Dolph, marine muerto en el incidente del U.S. Discovery dos años antes. Posee una extraña habilidad que ella considera una maldición, ninguna bala es capaz de alcanzarla, y por consiguiente, nadie es capaz de matarla.Se descubre luego que esta habilidad se la habría dado LOS PATRIOTS.

- Revolver Ocelot - Único miembro de Fox-Hound superviviente de Shadow Moses, Revólver Ocelot regresa, no como secuaz de Solidus Snake, sino como agente de los Patriots. Ocelot es ahora más sanguinario, cruel y despiadado que nunca. Sin embargo padece un extraño mal, después de que Gray Fox le arrebatara el brazo, le implantantaron el brazo de Liquid Snake, el cual le posee en presencia de Solid Snake.

## Doblaje
| Personaje          | Versión japonesa | Versión inglesa          |
| ------------------ | ---------------- | ------------------------ |
| Solid Snake        | Akio Ōtsuka      | David Hayter             |
| Raiden             | Kenyū Horiuchi   | Quinton Flynn            |
| Otacon             | Hideyuki Tanaka  | Christopher Randolph     |
| Rosemary           | Kikuko Inoue     | Lara Cody                |
| Olga Gurlukovich   | Kyōko Terase     | Vanessa Marshall         |
| Coronel            | Takeshi Aono     | Paul Eiding              |
| Solidus Snake      | Akio Ōtsuka      | John Cygan               |
| Fortune            | Yumi Tōma        | Maura Gale               |
| Vamp               | Ryōtarō Okiayu   | Phil LaMarr              |
| Fatman             | Kōzō Shioya      | Barry Dennen             |
| Peter Stillman     | Shōzō Iizuka     | Greg Eagles              |
| Emma Emmerich      | Maria Yamamoto   | Jennifer Hale            |
| Revolver Ocelot    | Kōji Totani      | Patric Zimmerman         |
| Liquid Snake       | Banjō Ginga      | Cam Clarke               |
| Sergei Gurlukovich | Osamu Saka       | Earl Boen                |
| CMC Scott Dolph    | Daisuke Gōri     | Kevin Michael Richardson |
| Richard Ames       | Masaharu Satō    | Peter Renaday            |
| President Johnson  | Yuzuru Fujimoto  | Paul Lukather            |
| Mei Ling           | Hōko Kuwashima   | Kim Mai Guest            |
| Johnny Sasaki      | Naoki Imamura    | Dean Scofield            |

## Reedición HD
En el E3 de 2011 fue anunciado el Metal Gear Solid HD Collection, que incluía, junto a nuevas versiones HD de Metal Gear Solid 3: Snake Eater y Metal Gear Solid: Peace Walker, una versión HD de Metal Gear Solid 2: Sons of Liberty. Su fecha de salida fue en noviembre de 2011 para PS3 y Xbox 360.
Este relanzamiento en HD se basa en el relanzamiento del juego del 2002, es decir, Metal Gear Solid 2: Substance lanzada en PC, sin el juego de Skateboarding, exclusivo de la versión de PlayStation 2. 
También el 24 de octubre del 2023 salió la Master Collection en la plataformas de PlayStation 4, PlayStation 5, Xbox Series X/S, Nintendo Switch y Microsoft Windows en Steam en su versión HD.